# RadioShack
RadioShack Corporation (precedentemente Tandy Corporation) (NYSE: RSH)  è stata una catena di distribuzione di prodotti elettronici con 6.563 punti vendita, dislocati principalmente sul territorio statunitense (4.476 negozi). Nel 2009 il fatturato dell'azienda è stato di 4,27 miliardi di dollari, con un ricavo netto di 205 milioni di dollari.
La sede di RadioShack era situata nel centro di Fort Worth, Texas.
L'offerta di vendita includeva computer, GPS, telefoni, TV LCD, sistemi Hi-fi, macchine fotografiche digitali ed altro.

## Storia

### I primi quaranta anni
La società fu fondata come Radio Shack nel 1921 dai fratelli Theodore e Milton Deutschmann per vendere attrezzatura radio agli allora sempre più numerosi radioamatori. Il primo negozio fu aperto nel centro di Boston al numero 46 di Brattle Street, vicino al luogo del Massacro di Boston. Fu scelto il nome "Radio Shack" perché le prime radio venivano chiamate in questo modo a causa dei contenitori in legno usati per alloggiarne i componenti ("shack" in inglese significa "baracca").
Radio Shack propose il suo primo catalogo nel 1939, quando iniziò ad offrire anche prodotti audio ad alta fedeltà. Nel 1954 RadioShack iniziò a vendere dei prodotti con un proprio marchio, "Realist", che fu successivamente cambiato in "Realistic".
Negli anni sessanta la società andò incontro ad un periodo finanziario molto critico, che la portò quasi alla bancarotta, venendo salvata da Charles Tandy, che vide le potenzialità di RadioShack nel mercato dell'elettronica di consumo ed acquistò l'azienda nel 1963 per 300.000 dollari.

### Tandy Corporation
Dopo l'ingresso in Tandy Corporation, che originariamente lavorava cuoio, Charles Tandy cambiò il nome della propria società in Tandy Radio Shack & leather. Successivamente separò tutte le attività non correlate all'elettronica creando diverse società, quali Tandycrafts e Tandy Brands e ridenominò l'azienda Tandy Radio Shack.
La svoltà arrivò nel 1977 (due anni dopo la commercializzazione del famoso MITS Altair 8800), quando Tandy Radio Shack presentò il TRS-80, il primo di una serie di home e personal computer che riscossero un notevole successo: il solo TRS-80 Model I fu venduto, dal 1977 al 1981 (anno del suo ritiro dal mercato) in 200.000 esemplari.
Durante gli anni ottanta Tandy Radio Shack abbandonò lentamente il mondo dei computer ad 8 bit per passare a quello degli IBM compatibili. L'azienda lasciò il mercato dei computer alla fine degli anni '80.
Nel 1995 la società cambiò logo adottando la scritta "Radio Shack", successivamente contratta in "RadioShack" nel 2000, quando fu cambiato nome all'azienda togliendo definitivamente il riferimento a Tandy e divenendo RadioShack Corporation.

### RadioShack Corporation negli anni 2000
Gli investimenti vengono diversificati e RadioShack punta anche su mercati non legati all'elettronica, come la sponsorizzazione della gara automobilistica Samsung Mobile 500 del campionato NASCAR (dal 2002 al 2006) o la sponsorizzazione di una nuova squadra di ciclismo, la Team RadioShack, nelle cui file militò anche Lance Armstrong.
Nel 2008 RadioShack ha aperto tre nuovi negozi denominati "Point Mbl", che vendevano telefoni wireless e servizi telefonici, netbook, iPod e sistemi GPS. I negozi non avevano nessun richiamo al marchio RadioShack.
Col tempo molti dei marchi con i quali RadioShack vendeva i propri prodotti sono stati tolti dal commercio, come "Realistic" e "Allied", mentre altri, come "Optimus", sono stati reintrodotti dopo la loro eliminazione. Nell'ultimo periodo, il marchio "RadioShack" è rimasto solo su alcune pile (le "Enercell").